# Mordellina problematica
Mordellina problematica es una especie de coleóptero de la familia Mordellidae.

## Distribución geográfica
Habita en el territorio antiguamente denominado Rodesia.